# 中国中福会出版社
中国中福会出版社有限公司，是中华人民共和国上海市一家出版社，前身为中国福利会出版社（今日中国出版社）和中国福利会儿童时代社，ISBN出版者前缀为7-5072。

## 历史

### 中国福利会儿童时代社
1950年1月，中国福利会筹备出版面向儿童的综合性杂志，当年4月发刊，刊名定为《儿童时代》。1966年10月16日，因文化大革命停止出版。1977年11月，中华人民共和国教育部批准《儿童时代》恢复出版。1978年4月1日，《儿童时代》复刊。
1980年1月，中国福利会儿童时代社转为全民所有制企业。1984年6月，该社开始出版期刊《儿童计算机世界》（后更名为《学生计算机世界》）。1985年1月，该社开始出版《哈哈画报》。

### 中国福利会出版社
《中国建设》为宋庆龄在北京创立的期刊，其出版单位中国建设杂志社曾为中国福利会管理。今日中国出版社原名中国建设出版社，由原中国建设杂志社成立，出版中文和外文图书。《中国建设》后短暂更名《现代中国》，又更名《今日中国》，划转至中国外文局。2001年2月7日，新闻出版署批复同意中国外文局下属出版社整合方案，原今日中国出版社撤销，出版者前缀作废。2002年10月，新闻出版总署批准将今日中国出版社由中国外文局划回中国福利会，更名中国福利会出版社，新的出版社承继原今日中国出版社的ISBN出版者前缀。2007年8月，中国福利会儿童时代社与中国福利会出版社合并，成立中国福利会出版社。
2004年10月，该社与日本倍乐生公司签署战略合作协议，成立“儿童挑战项目组”，出版“乐智小天地”系列。儿童文学作家秦文君曾任该社的总编辑一职。

### 中国中福会出版社有限公司
2010年12月，中国福利会出版社转为有限公司，更名为中国中福会出版社有限公司。